# 费尔南多·莱昂
费尔南多·莱昂（西班牙語：Fernando León，1966年5月28日—），西班牙男子帆船运动员。他曾代表西班牙参加1988年、1992年、1996年和2000年夏季奥林匹克运动会帆船比赛，其中1996年奥运会获得一枚金牌。